# Subtle
Subtle — статический фреймовый оконный менеджер для UNIX-подобных операционных систем, включая: Linux (Arch Linux, Debian, Ubuntu, Gentoo), FreeBSD, NetBSD, OpenBSD.
Разработка проекта началась Кристофом Каппелем (Christoph Kappel) в сентябре 2005 года. Как и другие фреймовые оконные менеджеры создан для повышения эффективности работы, благодаря разделению рабочей области экрана на несколько неперекрывающих друг друга окон (фреймов), размер и положение которых задаётся пользователем при помощи определённой комбинации клавиш. Навигация, запуск и взаимодействие с окнами приложений целиком осуществляется с помощью клавиатуры, что при должном уровне навыков позволяет достичь потрясающей скорости и удобства при выполнении различных задач. Из всего семейства фреймовых оконных менеджеров subtle ближе всего к ion3 и wmii, так как система управления фреймами является ручной (статической), а не динамической как, например, в awesome, Xmonad или dwm.

## Особенности Subtle
Настройка Subtle производится путём редактирования конфигурационного файла, который представляет собой скрипт на языке программирования Ruby. Также конфигурирование частично может выполняться с помощью специально разработанной консольной утилиты subtler. Кроме того subtler можно использовать для взаимодействия с любыми EWMH / NetWM совместимыми оконными менеджерами.
Следующей особенностью являются sublets. Это небольшие скрипты, написанные на Ruby, которые предоставляют пользователю различную информацию о системе и помещаются на панели. Приложение для управления ими называется «sur» и поставляется вместе с «subtle». После установки sur достаточно просто набрать sur list -r, выбрать нужный апплет и выполнить sur install имя_саблета. Пользователи других дистрибутивов могут скачать саблеты с официального сайта и самостоятельно установить в папку, указанную в руководстве.
Любому приложению в Subtle можно присваивать теги (метки), для каждого из которых можно создать своё рабочее пространство (view). Всё окна с определённым тегом автоматически размещаются на соответствующее рабочем пространстве, причём одно и то же окно может находиться на нескольких рабочих столах одновременно, если вы того захотите. Также вы сможете назначать правила для автоматического присваивания окнам с определёнными заголовками своих тегов, чтобы окна сами распределялись по рабочим столам.
Gravities являются способом организации запущенных приложений в subtle. Каждому клиенту может быть присвоено своё особое значение gravity, которое определяет расположение приложения на экране, а также его ширину и высоту.